# Aspria Tennis Cup 2012
L'Aspria Tennis Cup 2012 è stato un torneo professionistico di tennis giocato sulla terra rossa. È stata la 7ª edizione del torneo che fa parte dell'ATP Challenger Tour nell'ambito dell'ATP Challenger Tour 2012. Si è giocato Milano in Italia dal 25 giugno al 1º luglio 2012.

## Partecipanti

### Teste di serie
| Nazionalità | Giocatore            | Ranking* | Testa di serie |
| ----------- | -------------------- | -------- | -------------- |
| Portogallo  | Frederico Gil        | 107      | 1              |
| Argentina   | Federico Delbonis    | 114      | 2              |
| Italia      | Alessandro Giannessi | 127      | 3              |
| Croazia     | Antonio Veić         | 143      | 4              |
| Kazakistan  | Andrej Golubev       | 147      | 5              |
| Portogallo  | João Sousa           | 148      | 6              |
| Francia     | Augustin Gensse      | 150      | 7              |
| Romania     | Victor Hănescu       | 153      | 8              |

- Ranking al 18 giugno 2012.

### Altri partecipanti
Giocatori che hanno ricevuto una wild card:
- Andrea Arnaboldi
- Frederico Gil
- Victor Hănescu
- Tommy Robredo

Giocatori passati dalle qualificazioni:
- Benjamin Balleret
- Nicolas Devilder
- Marek Michalička
- Walter Trusendi

## Campioni

### Singolare
Tommy Robredo ha battuto in finale  Martín Alund con il punteggio di 6–3, 6–0

### Doppio
Nicholas Monroe /  Simon Stadler hanno battuto in finale  Andrej Golubev /  Jurij Ščukin con il punteggio di 6–4, 3–6, [11–9]